# Excursão

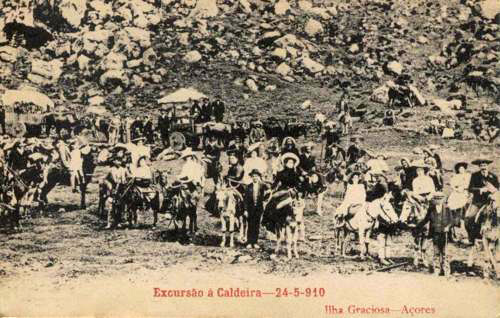
Excursão ao arquipélago de açores, realizada em 1910

Uma excursão é um passeio ou uma viagem, que possui também um objetivo cultural, militar, desportivo, de estudo ou de observação geológica, botânica ou geográfica. O termo foi ampliado também para definir uma viagem de lazer ou turismo, entretanto o excursionista é um "turista com uma responsabilidade", uma vez que uma excursão é um passeio, mas não exclusivamente um passeio. O termo foi proposto pelo escritor alemão Philipp von Zesen (Exkursion) para designar uma viagem com fins de estudo ou pesquisa de campo. A excursão possui um caráter educativo e pedagógico, sendo comum em ambientes escolares e círculos estudantis, por tratar-se de um método de ensino prático, real e ativo.